# IC 1546
IC 1546 est une galaxie spirale située dans la constellation d'Andromède. Sa vitesse par rapport au fond diffus cosmologique est de (5478 ± 24) km/s, ce qui correspond à une distance de Hubble de 80,8 ± 5,7 Mpc (∼264 millions d'al), à environ 265 millions années-lumière de la Voie lactée. IC 1546 a été découverte par l'astronome français Stéphane Javelle en 1897.
IC 1546 présente une large raie HI et elle renferme des régions d'hydrogène ionisé.
À ce jour, huit mesures non basées sur le décalage vers le rouge (redshift) donnent une distance de 84,413 ± 4,519 Mpc (∼275 millions d'al), ce qui est à l'intérieur des valeurs de la distance de Hubble.

## Groupe de NGC 80
IC 1546 fait partie du groupe de NGC 80. Ce groupe comprend les galaxies NGC 80, NGC 81, NGC 85, NGC 86, NGC 93, IC 1541, IC 1548, MCG 01-02-10 (PGC 1384, CGCG 479-014B (PGC 1662109) et UCM 18+2216 (PGC 1671888). Une autre étude inclut la galaxie NGC 79 dans ce groupe. De plus, la base de données NASA/IPAC indique que NGC 90 et NGC 93 forment une paire de galaxies en interaction gravitationnelle. Ces deux galaxies sont près l'une de l'autre sur la sphère céleste et leur distance semblable à la Voie lactée sont semblables. Il semble donc, même si NGC 90 n'est pas mentionné dans les deux études mentionnées précédemment, qu'on doive l'inclure dans le groupe de NGC 80.

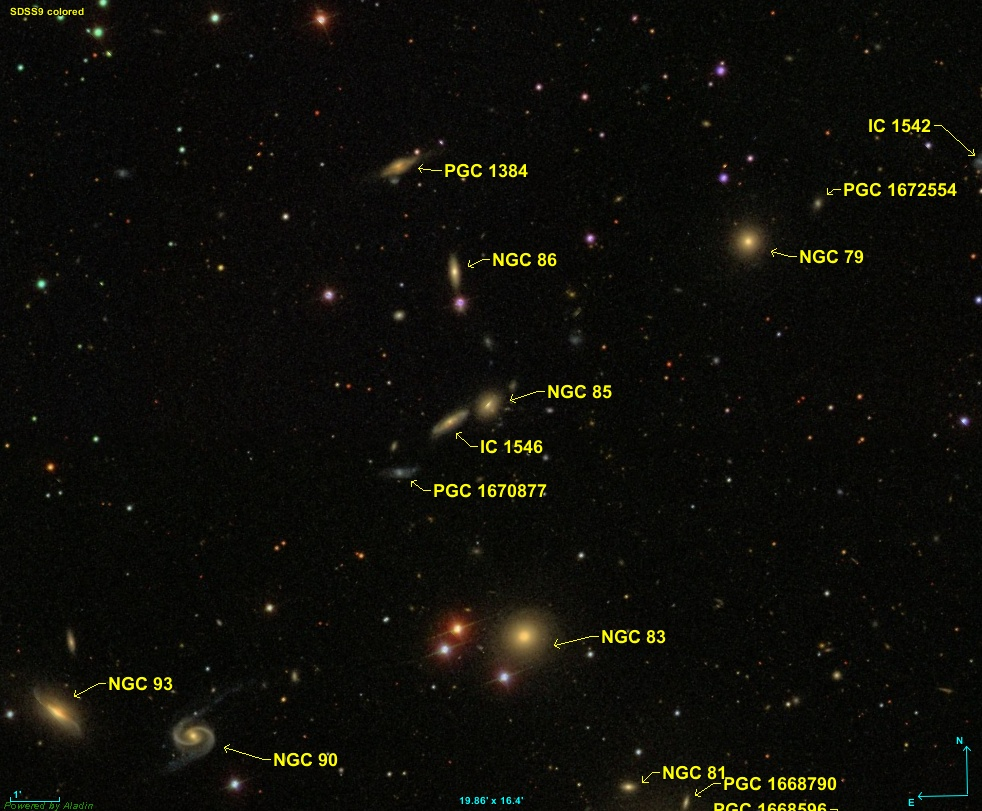
IC 1546 ferait aussi partie du groupe de NGC 80.

IC 1546 est la galaxie à gauche de NGC 85 et elle est aussi appelé PGC 1382. À cause de sa proximité avec NGC 85, on l'appelle aussi NGC 85B. Selon la version allemande de Wikipédia, la galaxie IC 1546 (aussi appelée NGC 85B sur le site de Wolfgang Steinicke) fait aussi partie du groupe de NGC 80. Elle est dans la même région du ciel que les autres galaxies mentionnées plus haut et à peu près à la même distance de la Voie lactée. Elle fait donc aussi partie de ce groupe. 